# Lijst van rijksmonumenten in Utrecht (stad)/Choorstraat
De stad Utrecht telt in totaal 1.402 inschrijvingen in het rijksmonumentenregister. De Choorstraat in het centrum telt 10 rijksmonumenten. Hieronder een overzicht.
| Object | Oorspronkelijke functie? | Bouwjaar  | Architect           | Locatie        | Coördinaten?                | Nr.?   | Afbeelding        |
| --- | ------------------------ | --------- | ------------------- | -------------- | --------------------------- | ------ | ----------------- |
| Kantoorgebouw annex winkelpand                                                                                           | Werk-woonhuis            | 1896-1926 | P.J. Houtzagers     | Choorstraat 2  | 52° 5' 29" NB, 5° 7' 11" OL | 514256 | Meer afbeeldingen |
| Woonwinkelpand van de Levensverzekering-maatschappij "Utrecht"                                                           | Handel en kantoor        | 1906      | Staal en Kropholler | Choorstraat 14 | 52° 5' 28" NB, 5° 7' 12" OL | 514257 | Meer afbeeldingen |
| Pand met lijstgevel | Werk-woonhuis            | 18e eeuw  |                     | Choorstraat 16 | 52° 5' 28" NB, 5° 7' 12" OL | 36053  | Meer afbeeldingen |
| Pand met gevel met rechte kroonlijst vooral achtergevel aan de oudegracht/vismarkt voor bescherming in aanmerking komend | Werk-woonhuis            | 18e eeuw  |                     | Choorstraat 18 | 52° 5' 28" NB, 5° 7' 12" OL | 36054  | Meer afbeeldingen |
| Gepleisterde lijstgevel                                                                                                  | Werk-woonhuis            |           |                     | Choorstraat 20 | 52° 5' 28" NB, 5° 7' 12" OL | 36055  | Meer afbeeldingen |
| Hoekpand Hanengeschrei met lijstgevel                                                                                    | Werk-woonhuis            | 18e eeuw  |                     | Choorstraat 22 | 52° 5' 27" NB, 5° 7' 12" OL | 36056  | Meer afbeeldingen |
| Onderdeel van een complex van drie panden                                                                                | Werk-woonhuis            | 1586      |                     | Choorstraat 24 | 52° 5' 27" NB, 5° 7' 12" OL | 450411 | Meer afbeeldingen |
| Pand met aan de zoutmarkt belangrijke achtergevel                                                                        | Werk-woonhuis            |           |                     | Choorstraat 28 | 52° 5' 27" NB, 5° 7' 12" OL | 36057  | Meer afbeeldingen |
| Pand met aan de zoutmarkt belangrijke achtergevel                                                                        | Werk-woonhuis            |           |                     | Choorstraat 30 | 52° 5' 27" NB, 5° 7' 12" OL | 36058  | Meer afbeeldingen |
| Pand met aan de zoutmarkt belangrijke achtergevel                                                                        | Werk-woonhuis            |           |                     | Choorstraat 36 | 52° 5' 26" NB, 5° 7' 12" OL | 36059  | Meer afbeeldingen |